# Campeonato Mundial de Ciclismo de Montaña de 2024
El XXXV Campeonato Mundial de Ciclismo de Montaña se celebró en Pal Arinsal (Andorra) entre el 28 de agosto y el 1 de septiembre de 2024, bajo la organización de la Unión Ciclista Internacional (UCI) y la Unión Ciclista de Andorra.
Se compitió en dos disciplinas, las que otorgaron un total de nueve títulos de campeón mundial:
- Descenso (DH) – masculino y femenino
- Campo a través (XC) – masculino, masculino en distancia corta, masculino con bicicleta eléctrica, femenino, femenino en distancia corta, femenino con bicicleta eléctrica y mixto por relevos

## Medallistas

### Masculino
| Evento                                         | Oro                             | Plata                              | Bronce                             |
| ---------------------------------------------- | ------------------------------- | ---------------------------------- | ---------------------------------- |
| Descenso (31.08)                               | Loris Vergier Francia 2:38,661  | Benoît Coulanges Francia 2:38,809  | Finn Iles · Canadá · 2:38,830      |
| Campo a través (01.09)                         | Alan Hatherly Sudáfrica 1:09:51 | Victor Koretzky Francia 1:10:13    | Thomas Pidcock Reino Unido 1:10:30 |
| Campo a través corto (30.08)                   | Victor Koretzky Francia 21:49   | Charlie Aldridge Reino Unido 21:52 | Alan Hatherly Sudáfrica 21:52      |
| Campo a través con bicicleta eléctrica (28.08) | Jérôme Gilloux Francia 1:01:32  | Martín Vidaurre · Chile · 1:02:01  | Hugo Pigeon Francia 1:02:17        |

### Femenino
| Evento                                         | Oro                                    | Plata                                  | Bronce                                |
| ---------------------------------------------- | -------------------------------------- | -------------------------------------- | ------------------------------------- |
| Descenso (31.08)                               | Valentina Höll · Austria · 3:00,212    | Myriam Nicole Francia 3:00,732         | Tahnee Seagrave Reino Unido 3:01,424  |
| Campo a través (01.09)                         | Puck Pieterse · Países Bajos · 1:09:41 | Anne Terpstra · Países Bajos · 1:10:40 | Martina Berta · Italia · 1:11:00      |
| Campo a través corto (30.08)                   | Evie Richards Reino Unido 19:46        | Pauline Ferrand-Prévot Francia 19:47   | Jenny Rissveds · Suecia · 20:04       |
| Campo a través con bicicleta eléctrica (28.08) | Sofia Wiedenroth · Alemania · 1:00:09  | Nathalie Schneitter · Suiza · 1:01:12  | Florencia Espiñeira · Chile · 1:02:15 |

### Mixto
| Evento                             | Oro | Plata                                                                                                | Bronce |
| ---------------------------------- | --- | --- | --- |
| Campo a través por relevos (28.08) | Brayden Johnson Nicholas Konecny Haley Batten Vida Lopez de San Roman Madigan Munro Christopher Blevins Estados Unidos 1:19.38 | Luca Martin Nicolas Kalanquin Loana Lecomte Olivia Onesti Anaïs Moulin Mathis Azzaro Francia 1:19:41 | Luca Braidot · Matteo Siffredi · Martina Berta · Giada Martinoli · Valentina Corvi · Mattia Stenico · Italia · 1:21:09 |

## Medallero
| Núm. | País           | Oro | Plata | Bronce | Total |
| ---- | -------------- | --- | ----- | ------ | ----- |
| 1    | Francia        | 2   | 5     | 0      | 7     |
| 2    | Reino Unido    | 1   | 1     | 2      | 4     |
| 3    | Países Bajos   | 1   | 1     | 0      | 2     |
| 4    | Sudáfrica      | 1   | 0     | 1      | 2     |
| 5    | Austria        | 1   | 0     | 0      | 1     |
| 5    | Estados Unidos | 1   | 0     | 0      | 1     |
| 7    | Italia         | 0   | 0     | 2      | 2     |
| 8    | Canadá         | 0   | 0     | 1      | 1     |
| 8    | Suecia         | 0   | 0     | 1      | 1     |
|      | TOTAL          | 7   | 7     | 7      | 21    |